# Draft de la NBA de 1960
El Draft de la NBA de 1960 fue el decimocuarto draft de la National Basketball Association (NBA). El draft se celebró el 11 de abril de 1960 antes del comienzo de la temporada 1960-61. 
En este draft, ocho equipos de la NBA seleccionaron a jugadores amateurs del baloncesto universitario. Los jugadores que hubiesen terminado el periplo universitario de cuatro años estaban disponibles para ser seleccionados. Si un jugador abandonaba antes la universidad, no podía ser escogido en el draft hasta que su clase se graduase. En cada ronda, los equipos seleccionaron en orden inverso al registro de victiorias-derrotas en la temporada anterior. 
Antes del draft, un equipo podía perder el derecho a su primera ronda de draft y seleccionar a cualquier jugador dentro de un radio de 80 kilómetros de su lugar de origen como elección territorial. Minneapolis Lakers participó en el draft, pero se trasladó a Los Ángeles y se convirtió en Los Angeles Lakers antes del comienzo de la temporada. El draft consistió de veintiún rondas y 100 jugadores fueron seleccionados.

## Selecciones y notas del draft
Oscar Robertson, de la Universidad de Cincinnati, fue seleccionado antes del draft como la elección territorial de Cincinnati Royals. Sin embargo, también fue reconocido como la primera elección del draft, y ganó el Rookie del Año de la NBA en su primera temporada. Jerry West, de la Universidad de West Virginia, fue seleccionado en la segunda posición por Minneapolis Lakers. Tres jugadores de este draft, Robertson, West y la sexta elección Lenny Wilkens, fueron incluidos posteriormente en el Basketball Hall of Fame, y nombrados uno de los 50 mejores jugadores en la historia de la NBA en 1996.
Robertson ganó un campeonato de la NBA con Milwaukee Bucks en 1971, el MVP de la Temporada de la NBA en 1964, fue incluido en once ocasiones en el primer quinteto de la NBA y participó doce veces en el All-Star Game de la NBA. West jugó catorce temporadas con los Lakers, ganando el campeonato de la NBA en 1972, integrando el mejor quinteto de la liga en doce temporadas consecutivas y formando parte del All-Star Game en otras catorce temporadas consecutivas. Wilkens, por su parte, fue All-Star en nueve campañas, y tras su carrera como jugador, se convirtió en un exitoso entrenador que logró el campeonato de la NBA en 1979 con Seattle SuperSonics y fue Entrenador del Año de la NBA en 1994. Wilkens consiguió el récord de más partidos entrenados en la NBA, con 2.487, y fue incluido en el Basketball Hall of Fame como entrenador en 1998, convirtiéndose así en la tercera persona en formar parte del Hall of Fame como jugador y entrenador, tras John Wooden y Bill Sharman. Dos jugadores de este draft, la tercera elección Darrall Imhoff y la quinta Lee Shaffer, también disputaron un All-Star Game. Tom Sanders, la octava elección, ganó ocho campeonatos de la NBA con Boston Celtics en la década de los 60, y en 1978 entrenó a los Celtics. Al Attles, la trigésimo novena elección, también trabajó como entrenador tras su carrera como jugador, dirigiendo a San Francisco/Golden State Warriors durante catorce temporadas, y ganando la NBA en 1975.

## Leyenda
|  | Denota jugador miembro del Basketball Hall of Fame                   |
|  | Denota jugador que ha sido seleccionado al menos en un All-Star Game |
|  | Denota jugador que nunca ha jugado en la NBA                         |

## Draft

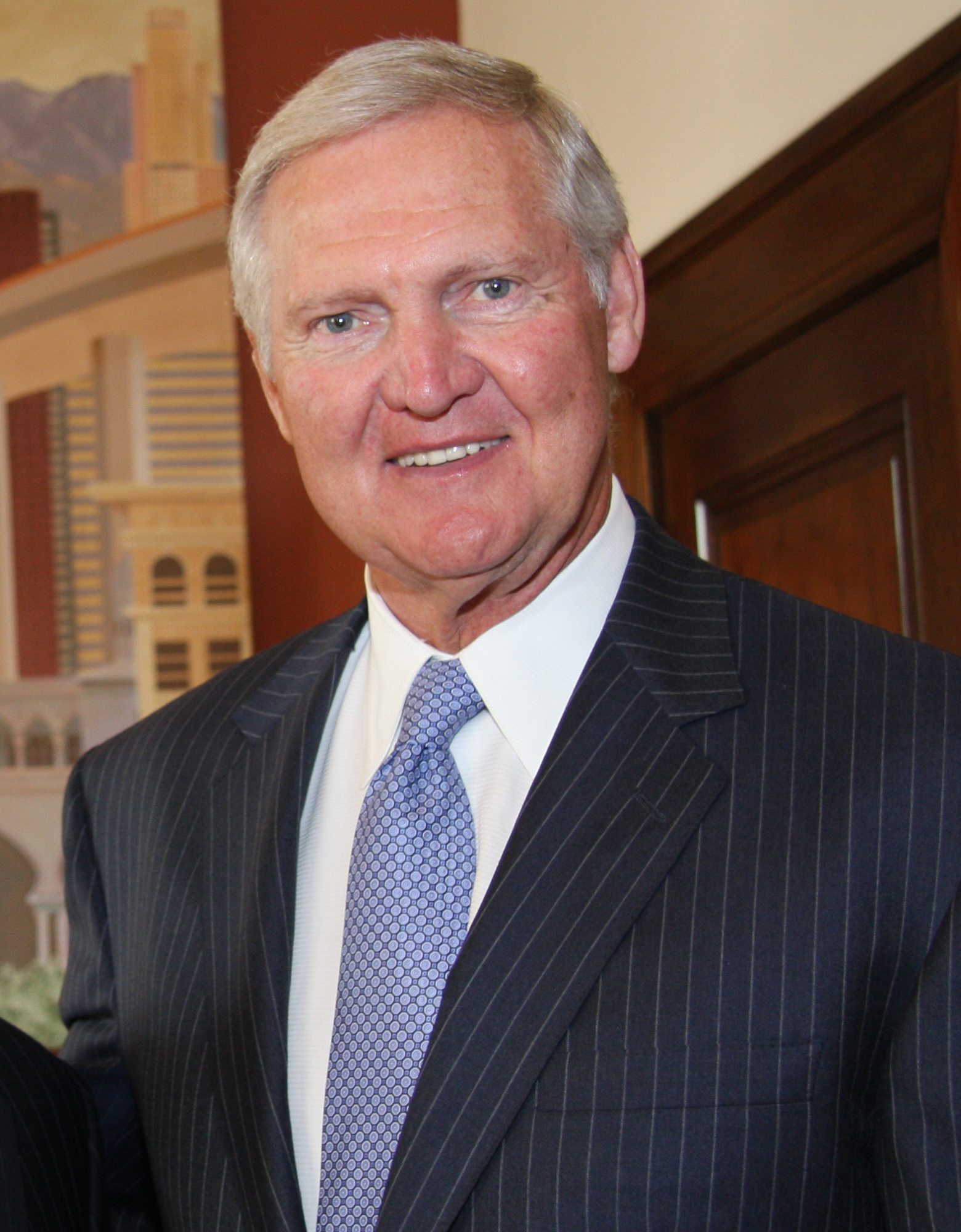
Jerry West fue seleccionado en la 2ª posición.

| Ronda | Pick | Jugador         | Posición | Nacionalidad   | Equipo                              | Universidad        |
| ----- | ---- | --------------- | -------- | -------------- | ----------------------------------- | ------------------ |
| T/1   | 1    | Oscar Robertson | G/F      | Estados Unidos | Cincinnati Royals                   | Cincinnati         |
| 1     | 2    | Jerry West      | G/F      | Estados Unidos | Minneapolis Lakers                  | West Virginia      |
| 1     | 3    | Darrall Imhoff  | C        | Estados Unidos | New York Knicks                     | California         |
| 1     | 4    | Jackie Moreland | G/F      | Estados Unidos | Detroit Pistons                     | Louisiana Tech     |
| 1     | 5    | Lee Shaffer     | F        | Estados Unidos | Syracuse Nationals                  | North Carolina     |
| 1     | 6    | Lenny Wilkens   | G        | Estados Unidos | St. Louis Hawks                     | Providence         |
| 1     | 7    | Al Bunge        | F        | Estados Unidos | Philadelphia Warriors               | Maryland           |
| 1     | 8    | Tom Sanders     | F        | Estados Unidos | Boston Celtics                      | NYU                |
| 2     | 9    | Jay Arnette     | G        | Estados Unidos | Cincinnati Royals                   | Texas              |
| 2     | 10   | Dave Budd       | F        | Estados Unidos | New York Knicks (desde Minneapolis) | Wake Forest        |
| 2     | 11   | Kelly Coleman   | G        | Estados Unidos | New York Knicks                     | Kentucky Wesleyan  |
| 2     | 12   | Ron Johnson     | F        | Estados Unidos | Detroit Pistons                     | Minnesota          |
| 2     | 13   | Wilbur Trosch   | C        | Estados Unidos | Syracuse Nationals                  | Saint Francis (PA) |
| 2     | 14   | Frank Radovich  | F        | Estados Unidos | St. Louis Hawks                     | Indiana            |
| 2     | 15   | Bill Kennedy    | G        | Estados Unidos | Philadelphia Warriors               | Temple             |
| 2     | 16   | Leroy Wright    | F        | Estados Unidos | Boston Celtics                      | Pacific            |

## Otras elecciones

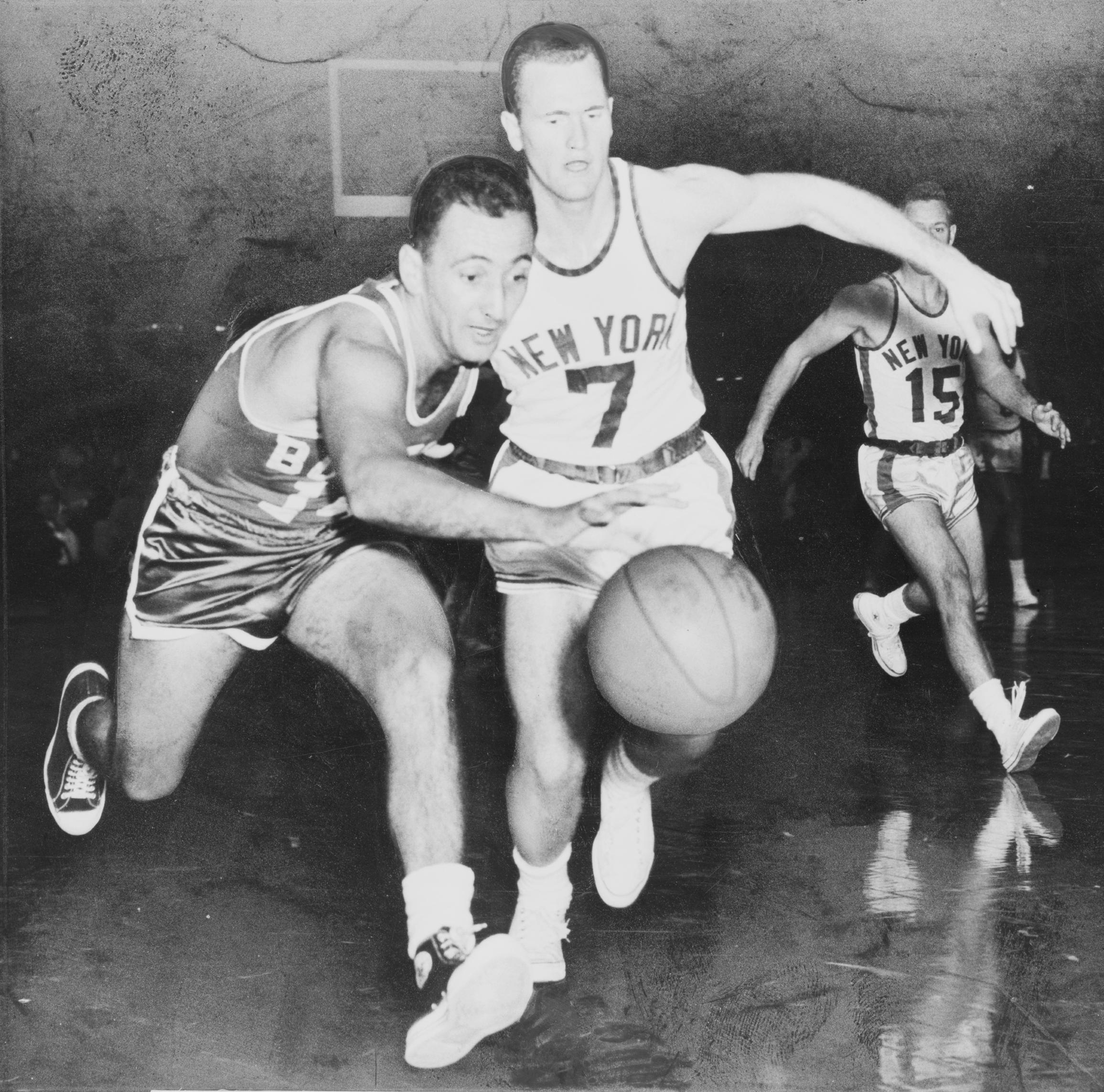
Bob McNeill (centro) fue seleccionado en la 19.ª posición.

La siguiente lista incluye otras elecciones de draft que han aparecido en al menos un partido de la NBA.
| Ronda | Pick | Jugador              | Posición | Nacionalidad   | Equipo                              | Universidad        |
| ----- | ---- | -------------------- | -------- | -------------- | ----------------------------------- | ------------------ |
| 3     | 17   | Ralph Davis          | G        | Estados Unidos | Cincinnati Royals                   | Cincinnati         |
| 3     | 19   | Bob McNeill          | G        | Estados Unidos | New York Knicks                     | Saint Joseph's     |
| 3     | 21   | Joe Roberts          | F        | Estados Unidos | Syracuse Nationals                  | Ohio State         |
| 3     | 22   | Fred LaCour          | G/F      | Estados Unidos | St. Louis Hawks                     | San Francisco      |
| 4     | 27   | Ben Warley           | G/F      | Estados Unidos | Minneapolis Lakers (desde New York) | Tennessee State    |
| 4     | 30   | Horace Walker        | F        | Estados Unidos | St. Louis Hawks                     | Michigan State     |
| 5     | 36   | Willie Jones         | G        | Estados Unidos | Detroit Pistons                     | Northwestern       |
| 5     | 38   | Jimmy Darrow         | G        | Estados Unidos | St. Louis Hawks                     | Bowling Green      |
| 5     | 39   | Al Attles            | G        | Estados Unidos | Philadelphia Warriors               | North Carolina A&T |
| 6     | 46   | York Larese          | G        | Estados Unidos | St. Louis Hawks                     | North Carolina     |
| 7     | 50   | Howie Jolliff        | F/C      | Estados Unidos | Minneapolis Lakers                  | Ohio               |
| 7     | 54   | Bob Sims             | G/F      | Estados Unidos | St. Louis Hawks                     | Pepperdine         |
| 8     | 56   | Sam Stith            | G        | Estados Unidos | Cincinnati Royals                   | St. Bonaventure    |
| 9     | 64   | Jean-Claude Lefebvre | C        | Francia        | Minneapolis Lakers                  | Gonzaga            |
| 11    | 78   | Mel Peterson         | G/F      | Estados Unidos | Detroit Pistons                     | Wheaton            |

## Traspasos
1. 1 2  El 24 de enero de 1960, New York Knicks adquirió a Dick Garmaker y una elección de segunda ronda de Minneapolis Lakers a cambio de Ray Felix y una elección de cuarta ronda.[19][20] Los Knicks usaron esta elección para seleccionar a Dave Budd, y los Lakers para escoger a Ben Warley.